# Maria de los Dolores Burbon-Sycylijska
Maria Dolores Wiktoria Filipa Maria Mercedes Ludwika Karolina Eugenia Burbon-Sycylijska, hiszp. Doña María de los Dolores Victoria Filippa Maria de las Mercedes Luisa Carlota Eugenia de Bórbon-Dos Sicilias y Bórbon-Orléans (ur. 15 listopada 1909 w Madrycie, zm. 11 maja 1996 tamże) – infantka hiszpańska, księżniczka Królestwa Obojga Sycylii.

## Życiorys
Córka Karola Tankerda Burbona-Sycylijskiego (wnuka króla Obojga Sycylii – Ferdynanda I Burbona-Sycylijskiego) i jego drugiej żony – Ludwiki Orleańskiej (córki Filipa Orleańskiego, hrabiego Paryża).
Poprzez swoją rodzoną siostrę – Marię de las Mercedes – była ciotką króla Hiszpanii Jana Karola I Burbona (Juana Carlosa I). 12 sierpnia 1937 w Lozannie wzięła ślub cywilny, a 16 sierpnia kościelny, z księciem Augustynem Józefem Czartoryskim. 
Po wybuchu II wojny światowej w 1939 małżeństwo było więzione w Rawie Ruskiej, w przejętym przez Niemców domu, wcześniej zamieszkiwanym przez rodzinę adwokata dr. Juliusza Bardacha (syn Teofila i ojciec Witolda).
Oboje mieli dwóch synów:
- Adama Karola Czartoryskiego (ur. 1940),
- Ludwika Piotra Czartoryskiego (ur. 13 marca 1945 w Sewilli, zm. 3 maja 1946 tamże).

Po śmierci Augustyna Józefa 29 grudnia 1950 w Sewilli, wyszła za mąż za Carlosa Chiasa Osorio.